# Reis (film, 2017)
 (février 2017).
Si vous disposez d'ouvrages ou d'articles de référence ou si vous connaissez des sites web de qualité traitant du thème abordé ici, merci de compléter l'article en donnant les références utiles à sa vérifiabilité et en les liant à la section « Notes et références ».
Pour les articles homonymes, voir Reis.
Pour plus de détails, voir Fiche technique et Distribution.
Reis est un film turc réalisé par Hüdaverdi Yavuz, sorti le 3 mars 2017.
Ce film biographique retrace la vie de Recep Tayyip Erdoğan.